# ده‌یک‌دوزی
ده‌یک‌دوزی گونه‌ای رودوزی است که در آن از نخ گلابتون استفاده می‌شود و به جای گذراندن نخ و سوزن از یک نقطه ده بار این عمل تکرار می‌شود. نقش‌های ده یک دوزی از انواع گل‌ها و بوته‌ها و شکل‌های هندسی تشکیل می‌شود. این هنر در اصفهان و قزوین رایج بوده و بیشتر روی مخمل سبز سیر یا مشکی دست باف انجام می‌گیرد.